# Élections législatives de 1958 dans la Somme
Les élections législatives françaises de 1958 se déroulent les 23 et 30 novembre 1958. Dans le département du Somme, cinq députés sont à élire dans le cadre de cinq circonscriptions.

## Élus
| Circonscription | Député élu       | Parti | Parti |
| --------------- | ---------------- | ----- | ----- |
| 1re             | Fred Moore       |       | UNR   |
| 2e              | Jean Doublet     |       | CNIP  |
| 3e              | Marcelle Delabie |       | Rad   |
| 4e              | Max Lejeune      |       | SFIO  |
| 5e              | Émile Luciani    |       | UNR   |

## Système électoral
Pour la première fois depuis 1936, les élections législatives ont lieu au scrutin uninominal majoritaire à deux tours dans des circonscriptions uninominales.
Est élu au premier tour le candidat qui réunit la majorité absolue des suffrages exprimés et un nombre de voix au moins égal au quart (25 %) des électeurs inscrits dans la circonscription. Si aucun des candidats ne satisfait ces conditions, un second tour est organisé entre les candidats ayant réuni un nombre de voix au moins égal à 5 % des suffrages exprimés. Au second tour, le candidat arrivé en tête est déclaré élu.
Le seuil de qualification, basé sur un pourcentage relativement faible des suffrages exprimés, tend à faciliter l'accès au second tour de plus de deux candidats. Les candidats en lice au second tour peuvent ainsi fréquemment être trois, un cas de figure appelé « triangulaire ». Lorsque quatre candidats s'affrontent au second tour, on parle de « quadrangulaire ».

## Résultats

### Résultats à l'échelle du département
| Parti          | Parti                                            | Premier tour | Premier tour | Second tour | Second tour | Sièges |
| Parti          | Parti                                            | Voix         | %            | Voix        | %           | Sièges |
| -------------- | ------------------------------------------------ | ------------ | ------------ | ----------- | ----------- | ------ |
|                | Union pour la nouvelle République                | 36 882       | 15,63        | 64 113      | 33,31       | 2      |
|                | Centre national des indépendants et paysans      | 19 550       | 8,29         | 23 677      | 12,30       | 1      |
|                | Divers droite (gaulliste)                        | 19 423       | 8,23         | 6 881       | 3,57        | 0      |
|                | Droite parlementaire                             | 75 855       | 32,15        | 94 671      | 49,18       | 3      |
|                |                                                  |              |              |             |             |        |
|                | Section française de l'Internationale ouvrière   | 64 018       | 27,14        | 15 629      | 8,12        | 1      |
|                | Parti communiste français                        | 62 647       | 26,56        | 65 769      | 34,17       | 0      |
|                | Parti républicain, radical et radical-socialiste | 20 128       | 8,53         | 16 419      | 8,53        | 1      |
|                | Mouvement républicain populaire                  | 8 991        | 3,81         | Retrait     | Retrait     | 0      |
|                | Union et fraternité française                    | 4 269        | 1,81         |             |             | 0      |
|                |                                                  |              |              |             |             |        |
| Inscrits       | Inscrits                                         | 293 835      | 100,00       | 238 176     | 100,00      | 5      |
| Abstentions    | Abstentions                                      | 50 019       | 17,02        | 39 868      | 16,74       |        |
| Votants        | Votants                                          | 243 816      | 82,98        | 198 308     | 83,26       |        |
| Blancs et nuls | Blancs et nuls                                   | 7 908        | 3,24         | 5 820       | 2,93        |        |
| Exprimés       | Exprimés                                         | 235 908      | 96,76        | 192 488     | 97,07       |        |

### Résultats par circonscription

#### Première circonscription (Amiens)
| Candidat           | Candidat            | Parti          | Premier tour | Premier tour | Second tour | Second tour |  |
| Candidat           | Candidat            | Parti          | Voix         | %            | Voix        | %           |  |
| ------------------ | ------------------- | -------------- | ------------ | ------------ | ----------- | ----------- |  |
|                    | René Lamps          | PCF            | 17 185       | 32,15        | 19 384      | 35,40       |  |
|                    | Camille Goret       | SFIO           | 14 760       | 27,62        | 15 629      | 28,54       |  |
|                    | Fred Moore élu      | UNR            | 10 682       | 19,99        | 19 745      | 36,06       |  |
|                    | Jean-Pierre Prévost | MRP            | 4 892        | 9,15         | Retrait     | Retrait     |  |
|                    | Henri Cazenave      | CNIP           | 4 639        | 8,68         | Retrait     | Retrait     |  |
|                    | Jacques Chatelain   | UFF            | 1 289        | 2,41         |             |             |  |
|                    |                     |                |              |              |             |             |  |
| Inscrits           | Inscrits            | Inscrits       | 68 114       | 100,00       | 68 113      | 100,00      |  |
| Abstentions        | Abstentions         | Abstentions    | 13 103       | 19,24        | 12 334      | 18,11       |  |
| Votants            | Votants             | Votants        | 55 011       | 80,76        | 55 779      | 81,89       |  |
| Blancs et nuls     | Blancs et nuls      | Blancs et nuls | 1 564        | 2,84         | 1 021       | 1,83        |  |
| Exprimés           | Exprimés            | Exprimés       | 53 447       | 97,16        | 54 758      | 98,17       |  |
| Source : Data.gouv |                     |                |              |              |             |             |  |

#### Deuxième circonscription (Montdidier)
| Candidat           | Candidat         | Parti          | Premier tour | Premier tour | Second tour | Second tour |  |
| Candidat           | Candidat         | Parti          | Voix         | %            | Voix        | %           |  |
| ------------------ | ---------------- | -------------- | ------------ | ------------ | ----------- | ----------- |  |
|                    | Jean Doublet élu | CNIP           | 14 911       | 34,99        | 23 677      | 54,97       |  |
|                    | Louis Prot       | PCF            | 12 397       | 29,09        | 15 358      | 35,65       |  |
|                    | Yves Mercher     | SFIO           | 7 889        | 18,51        | Retrait     | Retrait     |  |
|                    | Charles Damay    | MRP            | 4 099        | 9,62         | Retrait     | Retrait     |  |
|                    | Henri Sergeant   | Modérés        | 3 318        | 7,79         | 4 040       | 9,38        |  |
|                    |                  |                |              |              |             |             |  |
| Inscrits           | Inscrits         | Inscrits       | 53 182       | 100,00       | 53 153      | 100,00      |  |
| Abstentions        | Abstentions      | Abstentions    | 9 219        | 17,33        | 8 791       | 16,54       |  |
| Votants            | Votants          | Votants        | 43 963       | 82,67        | 44 362      | 83,46       |  |
| Blancs et nuls     | Blancs et nuls   | Blancs et nuls | 1 349        | 3,07         | 1 287       | 2,9         |  |
| Exprimés           | Exprimés         | Exprimés       | 42 614       | 96,93        | 43 075      | 97,1        |  |
| Source : Data.gouv |                  |                |              |              |             |             |  |

#### Troisième circonscription (Ault - Poix-de-Picardie)
| Candidat           | Candidat             | Parti          | Premier tour | Premier tour | Second tour | Second tour |  |
| Candidat           | Candidat             | Parti          | Voix         | %            | Voix        | %           |  |
| ------------------ | -------------------- | -------------- | ------------ | ------------ | ----------- | ----------- |  |
|                    | Marcelle Delabie élu | Radsoc         | 14 178       | 30,28        | 16 419      | 34,38       |  |
|                    | Michel Couillet      | PCF            | 12 848       | 27,44        | 15 730      | 32,94       |  |
|                    | Olivier Jourdain     | UNR            | 10 433       | 22,28        | 15 605      | 32,68       |  |
|                    | Édouard Delozière    | SFIO           | 8 003        | 17,09        | Retrait     | Retrait     |  |
|                    | Pierre Rigaux        | UFF            | 1 366        | 2,92         |             |             |  |
|                    |                      |                |              |              |             |             |  |
| Inscrits           | Inscrits             | Inscrits       | 57 264       | 100,00       | 57 234      | 100,00      |  |
| Abstentions        | Abstentions          | Abstentions    | 8 882        | 15,51        | 8 235       | 14,39       |  |
| Votants            | Votants              | Votants        | 48 382       | 84,49        | 48 999      | 85,61       |  |
| Blancs et nuls     | Blancs et nuls       | Blancs et nuls | 1 554        | 3,21         | 1 245       | 2,54        |  |
| Exprimés           | Exprimés             | Exprimés       | 46 828       | 96,79        | 47 754      | 97,46       |  |
| Source : Data.gouv |                      |                |              |              |             |             |  |

#### Quatrième circonscription (Abbeville)
|                    | Max Lejeune élu | SFIO                      | 26 461 | 58,44  |  |  |  |
|                    | Lucien Morel    | PCF                       | 8 853  | 19,55  |  |  |  |
|                    | André Vion      | Divers droite (Gaulliste) | 8 349  | 18,44  |  |  |  |
|                    | Charles Appert  | UFF                       | 1 614  | 3,56   |  |  |  |
|                    |                 |                           |        |        |  |  |  |
| Inscrits           | Inscrits        | Inscrits                  | 55 553 | 100,00 |  |  |  |
| Abstentions        | Abstentions     | Abstentions               | 8 680  | 15,62  |  |  |  |
| Votants            | Votants         | Votants                   | 46 873 | 84,38  |  |  |  |
| Blancs et nuls     | Blancs et nuls  | Blancs et nuls            | 1 596  | 3,4    |  |  |  |
| Exprimés           | Exprimés        | Exprimés                  | 45 277 | 96,6   |  |  |  |
| Source : Data.gouv |                 |                           |        |        |  |  |  |

#### Cinquième circonscription (Péronne)
| Candidat           | Candidat                    | Parti          | Premier tour | Premier tour | Second tour | Second tour |  |
| Candidat           | Candidat                    | Parti          | Voix         | %            | Voix        | %           |  |
| ------------------ | --------------------------- | -------------- | ------------ | ------------ | ----------- | ----------- |  |
|                    | Émile Luciani élu           | UNR            | 15 767       | 33,03        | 28 763      | 61,33       |  |
|                    | Théodule (Théo) Marchandise | PCF            | 11 364       | 23,8         | 15 297      | 32,62       |  |
|                    | Jean Duparcq                | Modérés        | 7 756        | 16,25        | 2 841       | 6,06        |  |
|                    | Charles Deflandre           | SFIO           | 6 905        | 14,46        | Retrait     | Retrait     |  |
|                    | Richard Mazaudet            | Radsoc         | 5 950        | 12,46        | Retrait     | Retrait     |  |
|                    |                             |                |              |              |             |             |  |
| Inscrits           | Inscrits                    | Inscrits       | 59 722       | 100,00       | 59 676      | 100,00      |  |
| Abstentions        | Abstentions                 | Abstentions    | 10 135       | 16,97        | 10 508      | 17,61       |  |
| Votants            | Votants                     | Votants        | 49 587       | 83,03        | 49 168      | 82,39       |  |
| Blancs et nuls     | Blancs et nuls              | Blancs et nuls | 1 845        | 3,72         | 2 267       | 4,61        |  |
| Exprimés           | Exprimés                    | Exprimés       | 47 742       | 96,28        | 46 901      | 95,39       |  |
| Source : Data.gouv |                             |                |              |              |             |             |  |

### Élus
| Circonscription | Député           |  | Parti | Groupe                                    |
| --------------- | ---------------- |  | ----- | ----------------------------------------- |
| 1re             | Fred Moore       |  | UNR   | Union pour la nouvelle République         |
| 2e              | Jean Doublet     |  | CNIP  | Indépendants et paysans d'action sociale  |
| 3e              | Marcelle Delabie |  | Rad.  | Formation administrative des non-inscrits |
| 4e              | Max Lejeune      |  | SFIO  | Socialiste                                |
| 5e              | Émile Luciani    |  | UNR   | Union pour la nouvelle République         |